# Карл Томас фон Льовенщайн-Вертхайм-Рошфор
Карл Томас фон Льовенщайн-Вертхайм-Рошфор (на немски: Karl Thomas zu Löwenstein-Wertheim-Rochefort; * 7 март 1714, Аугсбург; † 6 юни 1789, Клайнхойбах) от странична линия на Вителсбахите, е от 1735 до 1789 г. 3. княз на Льовенщайн-Вертхайм-Рошфор.

## Живот
Той е най-големият син на княз Доминик Марквард фон Льовенщайн-Вертхайм-Рошфор (1690 – 1735) и съпругата му ланграфиня Кристина Франциска Поликсена фон Хесен-Рейнфелс-Ротенбург-Ванфрид (1688 – 1728), дъщеря на ландграф Карл фон Хесен-Ванфрид (1649 – 1711) и втората му съпруга Александрина Юлиана фон Лайнинген-Дагсбург († 1703). Баща му построява в Клайнхойбах дворец Льовенщайн по френски пример.
Карл Томас следва в Прага и Париж и много се интересува от изкуство и науки. На 4 януари 1754 г. под акедемичното име Apollo Soter той е приет в немската академия „Леополдина“. От 1765 г. той е кореспондиращ член на „Академѝ франсѐз“ и събира голяма библиотека.
След убийството на баща му във Венеция през 1735 г. княз Карл Томас на 21 години поема неговото наследство. На 25 юни 1736 г. във Виена той се жени за принцеса Мария Шарлота фон Холщайн-Визенбург (* 12 февруари 1718, Виена; † 4 юни 1765, Хораздиовиц, Бохемия), дъщеря на херцог Леополд фон Шлезвиг-Холщайн-Зондербург-Визенбург (1674 – 1744) и принцеса Мария Елизабет фон Лихтенщайн (1683 – 1744). От брака им се ражда една дъщеря.
Княз Карл Томас става на 4 май 1758 г. в Курпфалц генерал-лейтенант и на 31 декември 1769 г. императорски фелдмаршал-лейтенант.
През управлението му той въвежда общото задължение за училище и прави опит да ограничи могъщността на държавните чиновници. Основава каса за вдовиците и сираците на държавните чиновници и въвежда данъчна реформа.
Пет години след смъртта на съпругата му Мария Шарлота той се жени втори път на 4 февруари 1770 г. (морганатичен брак) в Клайнхойбах за Мария Йозефа фон Щиплин (* 23 април 1735, Нойхауз при Мергентхайм; † 5 март 1799, Хораздовице, Бохемия), вдовица фон Рьомерскирх († 3 декември 1769). Бракът е бездетен. Той боледува и втората му съпруга се меси директно в политиката и интригува против някои чиновници, което увеличава кризата в княжеството.
Княз Карл Томас умира 1789 г. след повече от 50 годишно управление без свой наследник и затова е наследен като княз от племенника му Доминик Константин (1762 – 1814), син на Теодор Александер фон Льовенщайн-Вертхайм-Рошфор (1722 – 1780).

## Фамилия
Карл Томас и Мария Шарлота имат една дъщеря:
- Мария Леополдина Каролина (* 28 декември 1739, Вертхайм; † 9 юни 1765, Кюрн до Регенсбург), омъжена на 19 май 1761 г. в Хораздиовиц, Бохемия, за княз Карл Албрехт II фон Хоенлое-Валденбург-Шилингсфюрст (1742 – 1796)[9]